# 유머저장소
유머저장소는 대한민국의 김윾머(본명: 배유근)라는 필명의 사용자가 운영하는 페이스북 페이지이다. 주로 윾튜브로 알려진 유튜브 채널과 병행해서 운영한 바 있다.

## 페이스북 페이지
유머저장소에는 주로 인터넷 상에서 화제가 되는 이슈에 대한 게시물들이 올라온다. 홍준표 전 자유한국당 대표 페이지에 '좋아요'를 누른 사람들이 선호하는 페이지 중의 하나로 꼽히기도 하였다. 2018년 12월 14일 기준 83만 2553명의 팔로워를 보유하고 있다.

## 비디오 스트리밍 채널

### 윾튜브의 급성장과 몰락
운영자 김윾머는 윾튜브라는 유튜브 채널도 함께 운영하였다. 윾튜브는 하회탈을 쓴 김윾머가 정치나 사회적인 사건들에 대한 논평을 하는 컨텐츠가 주였으며, 대체적으로 보수 우파적이고 반페미니즘적인 논조를 띄고 있었다.
해당 채널은 2019년 1월 5일 기준 51만 명의 구독자를 보유하고 있었다. 성별로는 남성 구독자가 91%대, 여성 구독자가 8%대인 것으로 윾튜브 본인이 공개한 바 있다.
윾튜브가 수십만의 구독자를 모으며 성장하면서 윾튜브를 모방하는 컨텐츠들도 생겨났다. 그러나 숙명여대 대자보와 관련된 신고로 인해 12월 말 일시적으로 활동 정지되었다. 이후 다시 활동을 재개했으나, 2019년 1월 23일 윾튜브 계정이 유튜브 커뮤니티 가이드를 위반했다는 이유로 해지되었다.

### 유튜브 채널 부활 시도
후에 일본남자, 좌파게티 요리사라는 계정을 만들어 유튜브 활동을 재개하였으나, 일본남자는 계정이 해지되었고 윾튜브로 추정되는 좌파게티 요리사는 계정과 영상을 비공개로 전환한 상태이다. 그리고 나서 여자친구를 내세워 예쁜여자라는 채널로 활동을 재개하였으나 수익 인증이 되지 않아 폐쇄하였다. 이후 노가다 김씨라는 채널을 다시 개설하였으나 이 채널 역시 영구적으로 정지되었다. 그 후, 재앙대피방송이라는 채널을 개설하였으나 또 영구적으로 정지되었다. 이후 음성 변조한 목소리로 헬륨맨이라는 채널을 운영하다가 잠정 중단하였다.
이후 수차례 윾튜브 이름으로 계정을 개설했다가 해지되었다. 중간중간에 재무설계사, 아님말고 등의 다른 형태의 채널을 개설하였으나, 이들 역시 결국 해지되었다. 2023년 3월, A.I. 윾튜브 채널을 다시 개설하여 AI가 윾튜브의 음성을 딥 러닝 하여 영상을 제공한다는 컨셉으로 7개월 간 비교적 길게 생존하였으나, 이 역시 결국 해지되었다.

### 치지직 채널
여러번 유튜브 채널 개설 시도가 좌절된 끝에 결국 네이버의 새로운 스트리밍 플랫폼인 치지직에서 2024년 2월 채널을 개설하였으나, 이 계정 역시 네이버 측에 의해 결국 정지되었다.

## 논란과 비판

### 부산 분신자살 비하 논란
김윾머는 2017년 11월 유머저장소 페이지에 부산의 한 편의점에서 분신자살한 사람을 게임 캐릭터에 비유해 조롱하였고, 조롱한 사람보다 녹은 아이스크림이 더 안타깝다는 게시물을 올렸다. 또한 '많은 팔로워를 가졌다면 언행을 삼가 달라. 저 사람이 어떤 사람이든 가족이 있을 수 있을 수 있는 말을 너무 심하게 한다'라고 지적하는 네티즌에게는 "가족 있는 게 벼슬이냐?"라며 누리꾼을 '감성충' '니가족충'이라고 비하한 사실이 SBS 뉴스에 언급되었다.
김윾머는 윾튜브 페이지를 통해, 제목에서 본인이 고인드립 가해자였음을 인정하였고, 게임 캐릭터에 비유해 조롱한 논란에 대해서는 2018년 12월 14일 자신의 윾튜브 영상을 통해 방화 및 분신 협박으로 돈 5천만원을 뜯어내려던 범죄자를 조롱한 것뿐이라 자신은 잘못한 것이 없다고 주장하였다.

### 천안함 및 세월호 등 비하
과거 디시인사이드에서 '풍동'이라는 닉네임으로 천안함 피격 사건 및 세월호 침몰 사고 등을 비하한 사실이 밝혀지면서 많은 비판을 받았다.
2019년 1월 22일 윾튜브는 과거 디시인사이드에서 닉네임 '풍동'으로 활동했던 것을 인정하며 사과했다. 윾튜브는 "천안함 사건 발생 후 5주간 개그콘서트가 결방해 열 받아서 조롱하는 글을 올렸다"며 "천안함 희생자들을 욕한 건 할 말 없다. 죄송하다"고 사과하였다. 또한 과거 남겼던 세월호 사건 비하글, 대구 지하철 참사 비하글 등에 대해 "내가 썼던 글을 지금 보는 것도 괴롭다. 내가 볼 땐 선을 한참 넘었다"며 "구독자가 없어지는 것도 다 나의 죄 때문이다. 겸허하게 받아들이겠다"고 사과한 바 있다.
논란 발생 직전에 윾튜브의 구독자 수는 60만 명 이상이었으나, 1월 23일에는 57만여 명으로 감소하였다. 2019년 1월 23일에는 윾튜브 계정이 해지되었다.